# 蜂胶

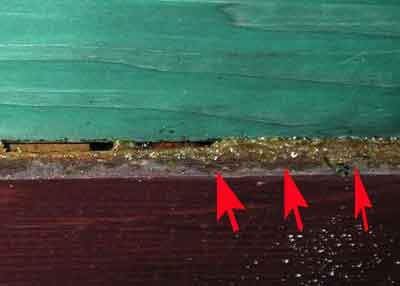
蜂膠用於修補隙縫

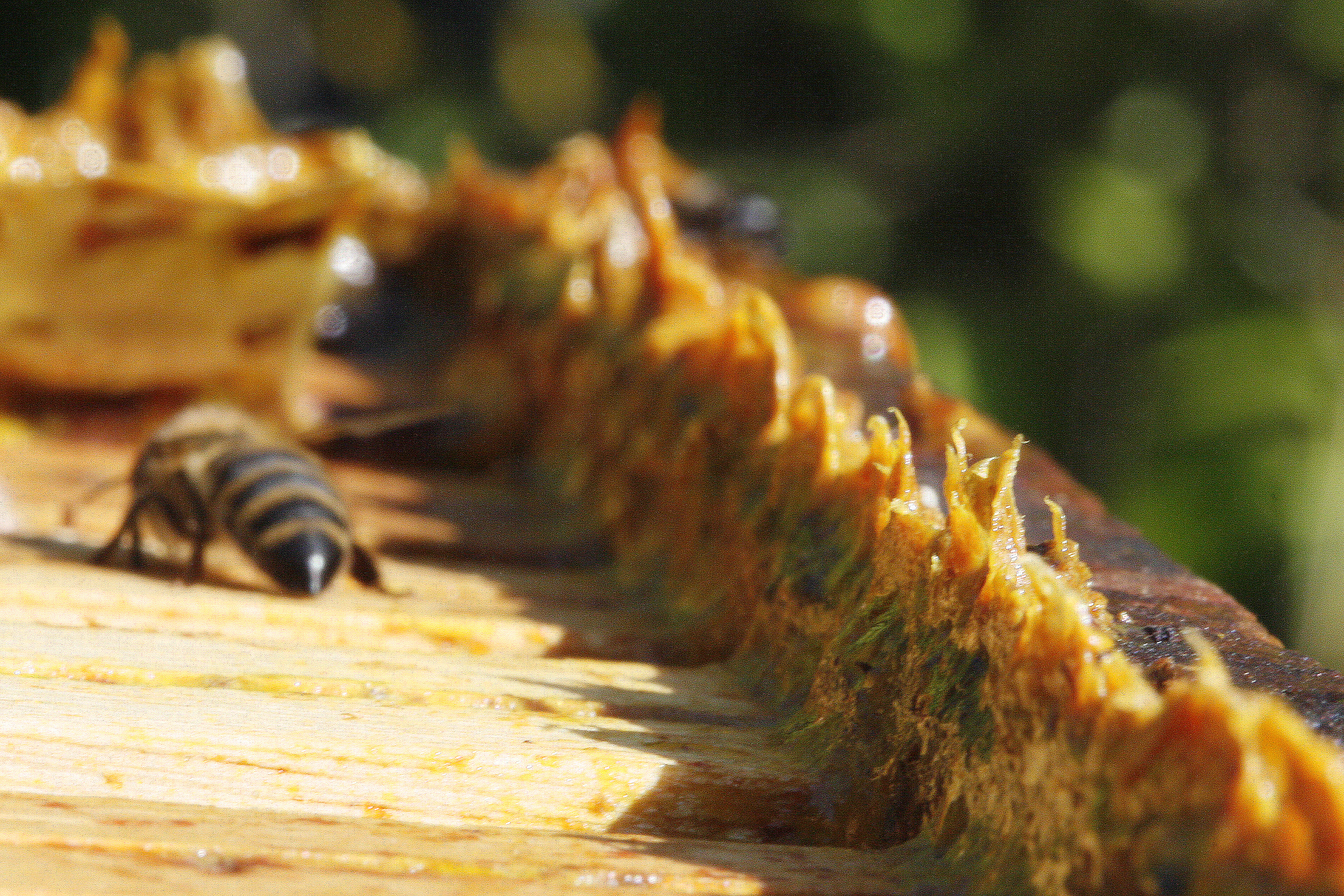

蜂膠（英語：Propolis），是蜜蜂採集植物的汁液、花粉或花蜜，混合自己分泌的唾液與蜜蜡，所形成之膠狀物，用來修補蜂巢，並作為天氣不佳而無法外出覓食下之備份糧食。蜂膠因具有抗菌成份，可以防止黴菌、細菌或病毒入侵，有效保護幼蟲、幼蜂及蜂后的安全。蜂胶含有多种黄酮类物质，阿魏酸、当归酸等十多种芳香酸、脂肪酸、萜类化合物、多种氨基酸、丰富的维生素、还含铁、锌、硒、钙等20余种常量和微量元素、胰蛋白酶等多种活性酶和多醣类物质。
目前世界上的蜂膠以直觀的顏色區分，主要可以概分為綠膠、黑/褐膠、紅膠等三大類別，其中綠膠又因採集的樹種不同分為深綠色的巴西綠膠，以及淡綠色的台灣綠膠，由於蜜蜂採集樹種的不同，所以形成不同的顏色，所包含的蜂膠營養成分也十分不同，蜂膠品質優劣則以所含有的「類黃酮」含量高低，作為評斷依據。 （页面存档备份，存于）

## 產地
蜂膠在世界各地都有採集，包括巴西、土耳其、阿根廷、英國、義大利、烏拉圭、埃及、澳洲、匈牙利、保加利亞、羅馬尼亞和立陶宛。另外主要用於研究目的，在日本從北部的北海道到南部的沖繩縣也有少量產出。
其中巴西的產量最高。巴西有適合採集蜂膠的非洲化蜜蜂(俗稱殺人蜂)。此品種是非洲蜜蜂和西方蜜蜂自然雜交產生的。巴西曾對進口非洲蜜蜂進行研究，非洲蜜蜂採集蜂蜜的能力很強，但逃脫的蜜蜂與原本生活在巴西的歐洲蜜蜂雜交，創造了這個新物種。非洲化蜜蜂具有強烈的防禦本能，會迅速產生大量蜂膠來保護蜂巢。生活在潮濕的亞馬遜地區的蜜蜂可以產生強大的蜂膠來保護自己免受疾病侵害，因此巴西蜂膠被共認為是最高品質的綠膠。巴西蜂膠根據其品質分為六個等級，其中來自米納斯吉拉斯州種植的檳榔植物的「綠色蜂膠」被認為是最高等級。

## 應用、用途
在传统医学中，已使用蜂胶上千年之久，與人類的關係由來已久，在古代，它被用作製作木乃伊的防腐劑。在古羅馬被用作“天然抗生素”，並且在東歐傳統上被用作藥用。
現代應用包括化妝品、防曬乳、營養補充劑、消毒水和抗發炎劑、噴霧劑、鼻噴劑、滴眼劑、鎮靜劑、髮膠成分和小提琴上光劑。
美國國立衛生研究院認為蜂胶在治療唇瘡、生殖器皰疹及手術後的口部疼痛「可能有效」。蜂胶也用來作止咳糖浆，可以止咳及減緩喉咙发炎。1997年《The American Journal of Chinese Medicine》期刊研究 （页面存档备份，存于）已經證實：蜂膠乙醇提取物，顯著降低了慢性酒精攝入引起的血清轉氨酶、甘油三脂的升高，和肝臟甘油三脂的積累，此研究認為蜂膠是一種天然的保肝和治療慢性酒精肝損傷的藥物。
此外，蜂膠作為保健食品、營養補充劑和飲料的用途也不斷擴大，並被用於預防和治療疾病，期望具有抗菌、抗病毒、抗炎、抗腫瘤等作用。此外，許多臨床醫生將其作為輔助治療的臨床病例也已被報告和發表。據說蜜蜂透過蜂膠的殺菌力來保護自己免受細菌和病毒的侵害，到目前為止，蜂膠已被證明具有多種生理活性，包括抗菌（細菌、真菌、原生動物和病毒）活性，已知具有抗氧化作用、抗發炎作用、抗腫瘤活性和抗肝毒性，也被證實具有預防和治療作用（相對於抗腫瘤特性）以及轉移抑製作用，以及免疫調節（immunomodulatory作用、鎮痛作用、局部麻醉作用、增強藥物效果的作用、減少藥物（特別是抗癌藥物）副作用的作用、腸道調節作用、活性氧清除（抗氧化）作用、抗潰瘍作用、抗過敏。據說具有鎮靜作用、鎮定作用及刺激食慾作用。

## 相關研究
在日本，1991年9月舉行的日本癌症協會第50屆年會上，松野哲也（國立衛生研究院）報告說，巴西蜂膠具有抗腫瘤活性（抑制腫瘤細胞的活躍增殖，宣布其含有一種物質）具有殺死腫瘤細胞的能力。這促進了蜂膠研究的快速進展。此後，研究不斷蓬勃發展，林原生物化學研究所發現了蜂膠乙醇萃取物的巨噬細胞活性和抗菌特性等功效。關於其效果已有各種研究報告。因此在日本，1985年在名古屋舉行的第30屆國際養蜂大會上介紹了蜂膠的用途後，蜂膠的研究開始逐漸盛行。
1. 蜂膠對引起食物中毒的沙門氏菌、引起胃潰瘍的幽門螺旋桿菌以及引起蛀牙的變形鏈球菌和遠緣鏈球菌有效[9][10]。
2. 透過使用雞胚胎的 CAM 檢測，蜂膠成分（肉桂酸）對流感病毒表現出抗病毒活性[11]
3. 對 11 名男性劍道社學生的人體臨床試驗（隨機、雙盲、安慰劑對照試驗）結果顯示，在過度運動前攝入蜂膠的組血清還原白蛋白顯著下降。據報道，蜂膠能有效減輕運動後疲勞[12]。
4. 在給患有發炎的小鼠注射蜂膠的一組中，觀察到發炎減輕，並報告了抗發炎作用[13]。
5. 在一項人體臨床試驗（隨機、雙盲、安慰劑對照試驗）中，有報告指出在花粉散佈前攝取蜂膠可以緩解花粉症並減少花粉症藥物使用頻率[14][15]。
關於這個機制，另一份的研究報告發表於《Bioorg Med Chem》，Vol. 18, No. 1, P151-157, 2010。利用過敏患者的免疫細胞進行研究，據報道巴西蜂膠萃取物及其主要成分阿替匹林C可以抑制白三烯、組織胺和細胞激素的分泌[16]。
6. 針對 63 名日本人進行的雙盲安慰劑對照研究結果顯示，服用蜂膠的組別從感冒中恢復得更快，並且能有效減輕感冒帶來的疲勞感[17]。

## 種類
市售蜂胶根据不同的用途，主要有以下几个类型：
1. 毛胶：直接从蜂箱中取得，未经过加工，含有蜜蜂肢体的木屑，泥沙、麻布纤维等杂质，其形态为不透明的团块状或碎屑状，适于外用或用于鸡猪牛羊饲料强化剂。
2. 原胶：毛胶经工厂化加工，杂质与重金属含量符合国际标准。形态为不规则条块状，适合于做食品、药品、化妆品原料。
3. 蜂胶标准溶液：是一种蜂胶的乙醇溶液，适于外用或用于食品、药品添加剂及食品防腐剂。
4. 蜂胶水溶液：适于稀释后口服，或用于食品、药品、添加剂。
5. 蜂胶油：蜂胶油溶液，适用于美容化妆品，或日常皮肤保养。
6. 蜂胶乾膏：蜂胶提纯物，胶片状，适用于食品、药品、化妆品、并用于工业、农业、畜牧业、水产养殖业。
7. 蜂胶制品：各种含蜂胶的食品、药品、化妆品。
8. 蜜溶蜂胶：适用于稀释后口服，或外用。是由蜂蜜溶蜂胶液，不添加化学添加剂。